# Черемисин, Николай Григорьевич
Никола́й Григо́рьевич Череми́син (4 декабря 1907, Шадринский уезд, Пермская губерния — 11 июля 1969, Шадринский район, Курганская область) — комбайнер Нижнеполевской МТС Шадринского района Курганской области, Герой Социалистического Труда. Участник  Великой Отечественной и Советско-японской войн, ефрейтор.

## Биография
Николай Черемисин родился 4 декабря 1907 года в деревне Осокиной Барнёвской волости Шадринского уезда Пермской губернии. Решением Курганского облисполкома № 108 от 18 марта 1975 года деревня Осокина Черемисского сельсовета Шадринского района исключена как сселившаяся. Ныне территория деревни входит в Шадринский муниципальный округ Курганской области.
В 1914 году, в связи с началом Первой Мировой войны, его отец, Григорий Данилович, был призван в армию; в советское время работал старшим кузнецом в колхозной кузнице. Мать, Поликсения Спиридоновна, умерла в 1918 году.
Окончил 3 класса Осокинской начальной школы.
В 1929—1931 годах служил в рядах Рабоче-крестьянской Красной Армии на Дальнем Востоке. В 1931 году окончил курсы трактористов в коммуне на станции Манзовка, ныне в Черниговском муниципальном округе Приморского края. Работал на судостроительном заводе во Владивостоке.
С апреля 1936 года жил в селе Черемисском Шадринского района, ныне Курганской области. Окончил школу механизации в Шадринске, работал трактористом, комбайнером в колхозе «Путь к коммунизму» Шадринского района.
С 22 октября 1941 года — на фронтах Великой Отечественной войны, служил в отдельном батальоне связи. Старший линейный надсмотрщик 566-й отдельной телеграфно-строительной роты, ефрейтор, беспартийный. Ранен 23 октября 1943 года. За отвагу и мужество в боях был награждён орденом Красной Звезды и двумя медалями. Участвовал в Советско-японской войне.
После демобилизации с октября 1945 года — комбайнер в Нижнеполевской МТС (Нижнеполевской сельсовет Шадринского района), работал на комбайне «Сталинец-6». В 1951 году собрал намолотил 12800 центнеров зерна — наивысший результат в северо-западной зоне области. За добросовестный и высокопроизводительный труд Указом Президиума Верховного Совета СССР от 6 июня 1952 года удостоен звания Героя Социалистического Труда с вручением ордена Ленина и золотой медали «Серп и Молот».
Работал комбайнером до 1958 года.Затем работал в колхозе «Путь к коммунизму», а после преобразования колхоза — в Шадринском зерновом совхозе.
Избирался депутатом Курганского областного Совета депутатов трудящихся.
Николай Григорьевич Черемисин умер 11 июля 1969 года <где?>. Похоронен на Воскресенском кладбище города Шадринска Курганской области.

## Награды
- Герой Социалистического Труда, 6 июня 1952 года
  - Орден Ленина № 201696
  - Медаль «Серп и Молот» № 6235
- Орден Красной Звезды, 21 марта 1945 года[4]
- медали, в. т.ч.
  - Медаль «За отвагу», 10 мая 1944 года[5]
  - Медаль «За оборону Москвы», 24 июля 1944 года[6][7]
  - Медаль «За победу над Японией», 4 апреля 1947 года[8]
- Нагрудный знак «Отличный связист», 1944 год